# 美国驻阿富汗大使列表
这是一个关于美国驻阿富汗大使的列表。
在1948年以前，美国认为不是十分必要派驻全权大使驻阿富汗，所以只派出驻阿富汗公使。
1979年至1989年期间，美国没有向阿富汗派驻大使，外交事务由级别较低的驻阿富汗代办负责。
从1981年至2002年，由于阿富汗的国内安全问题，美国没有在喀布尔设置大使馆。

## 历任美国驻阿富汗大使
- 威廉·H·霍尼布鲁克（William H. Hornibrook） （1935年-1936年） - 全权公使
- 小路易斯·G·德雷福斯（Louis G. Dreyfus, Jr.） （1940年-1942年） - 全权公使
- 科尔恩柳斯·凡·赫美特·恩格特（Cornelius Van Hemert Engert） （1942年-1945年） - 全权公使
- 厄利·E·帕尔默（Ely E. Palmer） （1945年-1948年） - 全权公使
- 小路易斯·G·德雷福斯（Louis G. Dreyfus, Jr.） （1949年-1951年） - 第一任正式大使
- 乔治·罗伯特·迈勒（George Robert Merrell） （1951年-1952年）
- 安格斯·I·沃德（Angus I. Ward） （1952年-1956年）
- 谢尔顿·T·米勒（Sheldon T. Mills） （1956年-1959年）
- 亨利·A·白罗德（Henry A. Byroade） （1959年-1962年）
- 约翰·M·斯蒂夫斯（John M. Steeves） （1962年-1966年）
- 罗伯特·G·诺依曼（Robert G. Neumann） （1966年-1973年）
- 小西奥多·L·艾略特（Theodore L. Eliot, Jr.） （1973年-1978年）
- 阿道夫·杜布斯（Adolph Dubs） （1978年-1979年） - 任内遇害

从阿道夫·杜布斯于任内在喀布尔遇害开始，直到阿富汗战争之后，美国一直没有向阿富汗派驻正式的外交大使。
- J·布鲁斯·阿姆斯特茨（J. Bruce Amstutz） （1979年-1980年） - 美国特派团副团长，后任临时代办。
- 霍桑·Q·米勒（Hawthorne Q. Mills） （1980年-1982年） - 临时代办
- 阿彻·K·布拉德（Archer K. Blood） - 在1982年被任命，但这一任命被阿富汗政府拒绝
- 查尔斯·F·登巴尔（Charles F. Dunbar） - （1982年-1983年） -  临时代办
- 爱德华·霍尔福维茨（Edward Hurwitz） （1983年-1986年） - 临时代办
- 詹姆斯·莫里斯·厄鲁姆（James Maurice Ealum） （1986年-1987年） - 临时代办
- 约·D·格拉斯曼（Jon D. Glassman） （1987年-1989年） 临时代办——大使馆于苏联从阿富汗撤军后关闭

从1989年开始，美国也有向阿富汗北方联盟政府派驻代办。
- 唐穆勝（Peter Tomsen） （1989年-1992年） - 驻北方联盟代办，新职务。

阿富汗战争之后的大使：
- 詹姆斯·F·多宾斯（James F. Dobbins） （2001年） - 美国驻阿富汗使馆重新开放时的特别大使，没有官方任命的外交大使。
- 雷恩·C·克罗克（Ryan C. Crocker） （2001年-2002年） - 在任命正式大使以前的代办。
- 罗伯特·芬恩（Robert Finn） （2002年-2003年）
- 扎勒米·哈利勒扎德（Zalmay Khalilzad） （2003年-2005年）
- 罗纳德·E·诺依曼（Ronald E. Neumann） （2005年-2007年）
- 威廉·B·伍德（William B. Wood） （2007年-2009年）
- 艾江山（Karl Eikenberry） （2009年-2011年）
- 瑞安·克羅克（Ryan Crocker）（2011年-2012年）
- 郭明瀚（James B. Cunningham）（2012年-2014年）
- 麥金利 （Michael McKinley） （2014年-2016年）
- Hugo Llorens（2016年-2017年）
- John R. Bass（2017年-2020年）
- Ross Wilson（2020年-）